# Mount Morris, Michigan
Mount Morris är en ort i Genesee County, Michigan, USA.